# Ključarovci pri Ljutomeru
Ključarovci pri Ljutomeru este o localitate din comuna Križevci, Slovenia, cu o populație de 377 de locuitori.